# Liste der Naturschutzgebiete im Bodenseekreis
Im baden-württembergischen Bodenseekreis gibt es 33 Naturschutzgebiete. Für die Ausweisung von Naturschutzgebieten ist das Regierungspräsidium Tübingen zuständig. Nach der Schutzgebietsstatistik der Landesanstalt für Umwelt, Messungen und Naturschutz Baden-Württemberg (LUBW) stehen 1202,24 Hektar der Kreisfläche unter Naturschutz, das sind 1,81 Prozent.
| Name                          | Bild | Kennung            | Einzelheiten | Position | Fläche Hektar | Datum         |
| ----------------------------- | ---- | ------------------ | --- | -------- | ------------- | ------------- |
| Eriskircher Ried              |      | 4.020 WDPA: 7125   | Eriskirch, Friedrichshafen, Langenargen Einzigartiger Naturraum zwischen der Schussen- und Rotachmündung mit ausgedehnter Flachwasserzone, Schilf- und Riedflächen, Altwasser; besonders naturnaher Brut-, Rast- und Nahrungsraum für viele Wasservögel, Insekten, Fische, Amphibien und Reptilien; artenreiche Vegetation, insbesondere reichhaltige Flachmoorflora. | ⊙        | 556,5         | 10. Okt. 1983 |
| Wasenmoos                     |      | 4.025 WDPA: 82866  | Tettnang Kleines Moor (Flach- und Übergangsmoor) auf einer würmeiszeitlichen Talwasserscheide; größtenteils abgetorft, nur im mittleren und südlichen Teil noch Reste von Hochmoortorfen; stellenweise Birken-Bruchwald. | ⊙        | 26,7          | 18. Okt. 1939 |
| Hödinger Tobel                |      | 4.054 WDPA: 81902  | Sipplingen, Überlingen Steiler Erosionstobel im Überlinger Molassegebiet. Stellenweise Orchideen-Buchenwald und Geißklee-Kiefernwald; Schluchtwald; Vorkommen alpiner Pflanzenarten. | ⊙        | 27,7          | 21. Okt. 1938 |
| Spetzgarter Tobel             |      | 4.055 WDPA: 319124 | Überlingen Tief eingeschnittene Erosionsschlucht (Tobel) in der Sipplinger Molasselandschaft des Überlinger Gebietes. An den zum Teil felsigen Hängen Schluchtwald, stellenweise Orchideen-Buchenwald; in der Talsohle Bacheschenwald; stellenweise vulkanische Tuffbildungen; Vorkommen alpiner Pflanzenarten. | ⊙        | 12,4          | 29. Okt. 1938 |
| Aachtobel                     |      | 4.057 WDPA: 81248  | Frickingen, Owingen, Überlingen Tief eingeschnittene Schlucht im Überlinger Molassegebiet mit steil abfallenden Felswänden und mehreren seitlichen Quelltobeln. Auf der Talsohle Grauerlen-Auewald, an den Hängen Schluchtwald; Vorkommen alpiner Pflanzenarten. | ⊙        | 97,4          | 24. März 1939 |
| Seefelder Aachmündung         |      | 4.059 WDPA: 82581  | Uhldingen-Mühlhofen Einzigartiger Mündungsbereich der Seefelder Aach in den Bodensee; klassische Zonierung: Flachwasser-Uferröhricht-Silberweidenaue-Streuobstwiesen; ausgedehnteste Flachwasserzone des Überlinger Sees; Brut-, Rast- und Nahrungsbiotop für viele bedrohte Vögel, Reptilien, Amphibien, Fische und Insekten | ⊙        | 54,7          | 31. Aug. 1987 |
| Kreuzweiher-Langensee         |      | 4.070 WDPA: 164258 | Neukirch Typische Jungmoränenlandschaft des württembergischen Allgäus mit großer Vielfalt an Lebensräumen wie: offene Wasserflächen mit Schwimmblatt- und Laichkrautgesellschaften, verschiedene Röhrichtgesellschaften, nährstoffarmes Flach-, Zwischen und Hangquellmoor, Streu- und Feuchtwiesen, Streuobst und Gehölzbestände. | ⊙        | 74,9          | 20. Okt. 1994 |
| Auweiher                      |      | 4.071 WDPA: 81343  | Neukirch (Bodenseekreis), Bodnegg Artenreiche Streuwiesen auf ehemaligem Weiherboden mit floristischen Seltenheiten. | ⊙        | 7,3           | 21. Dez. 1973 |
| Altweiherwiese                |      | 4.093 WDPA: 81283  | Oberteuringen Großflächiges Schilfgebiet und Streuwiesen mit Erlensäumen als Lebensraum einer artenreichen Tier- und Pflanzenwelt. | ⊙        | 78,3          | 16. Nov. 1981 |
| Lipbachmündung                |      | 4.102 WDPA: 82104  | Friedrichshafen, Immenstaad am Bodensee Naturnaher Gehölzbestand; Ufer- und Flachwasserzone des Bodensees als Rast-, Überwinterungs- und Brutgebiet bedrohter Vogelarten und Laichgebiet vieler Fischarten. | ⊙        | 15,8          | 17. Dez. 1982 |
| Hepbacher-Leimbacher Ried     |      | 4.114 WDPA: 81870  | Friedrichshafen, Markdorf, Oberteuringen Rest eines Niedermoorkomplexes, Schilfbereiche, Streuwiesen Hochstaudenriede und verlandete Weiher als Brut-, Rast- und Nahrungsraum für viele seltene, z. T. vom Aussterben bedrohte Tierarten; Standort einer vielfältigen und artenreichen typischen Niedermoorflora. | ⊙        | 46,5          | 7. Dez. 1983  |
| Jägerweiher                   |      | 4.119 WDPA: 163937 | Neukirch Landschaftlich reizvoll gelegener Weiher, mit breiten, floristisch wertvollen Verlandungszonen, Streuwiesen und Waldsaum. | ⊙        | 6,2           | 15. Mai 1990  |
| Köstenerberg                  |      | 4.152 WDPA: 164214 | Sipplingen Geißklee-Föhrenwald und Weißseggen-Buchenwald, Halbtrockenrasen und Streuobstbestände mit äußerst vielfältiger und naturnaher Vegetation. | ⊙        | 15,5          | 16. Feb. 1989 |
| Sipplinger Dreieck            |      | 4.153 WDPA: 165584 | Sipplingen Geißklee-Föhrenwald und Weißseggen-Buchenwald, Halbtrockenrasen und Streuobstbestände mit äußerst vielfältiger und naturnaher Vegetation. | ⊙        | 15,0          | 16. Feb. 1989 |
| Katharinenfelsen              |      | 4.154 WDPA: 164037 | Überlingen Einzigartige Landschaftsstrukturen, wie Felsformationen mit Gletschertopf; vielfältige Vegetationseinheiten, Geißklee-Föhrenwaldbestände, Felsbandfluren, Saumgesellschaften, Halbtrockenrasen- und Streuobstbestände. | ⊙        | 3,9           | 16. Feb. 1989 |
| Markdorfer Eisweiher          |      | 4.196 WDPA: 164572 | Markdorf Reich strukturiertes Mosaik verschiedener Feuchtgebietstypen als Reste eines Niedermoorkomplexes; das Nebeneinander von Wasserflächen, Röhricht, Wiesen, Streuwiesen und Gehölzbeständen gilt es zu erhalten und zu verbessern. | ⊙        | 12,3          | 11. Feb. 1992 |
| Birkenweiher                  |      | 4.206 WDPA: 162433 | Tettnang Kleinseggenried, z. T. als Streuwiese genutzt; Lebensstätte seltener, z. T. gefährdeter Pflanzen- und Tierarten. | ⊙        | 13,0          | 20. Juli 1992 |
| Schwarzer Graben              |      | 4.208 WDPA: 165507 | Salem Feuchtwiesen als Brut-, Nahrungs- und Rastplatz für Wiesenbrüter bzw. durchziehende Vogelarten. | ⊙        | 27,9          | 24. Juli 1992 |
| Gemsenweiher                  |      | 4.210 WDPA: 163226 | Neukirch Ehemaliger Weiher, der sich zu einem Flachmoor mit Streuwiesen entwickelt hat, durch entsprechende Bewirtschaftung sollen nährstoffarme Wiesen angestrebt werden. | ⊙        | 11,6          | 1. Okt. 1992  |
| Igelsee                       |      | 4.211 WDPA: 163847 | Neukirch Flach- und Hangquellmoor mit umliegenden Streuwiesen und Wiesenflächen, die Schaffung einer Pufferzone und andere Schutz- und Pflegemaßnahmen sind erforderlich. | ⊙        | 16,9          | 1. Okt. 1992  |
| Buchbach                      |      | 4.219 WDPA: 162599 | Neukirch, Tettnang Reich strukturiertes Gebiet mit naturnahem Fließgewässer, nährstoffarmem Hangquellmoor mit Kalkkleinseggenrieden, Pfeifengrasstreuwiesen, Feuchtwiesen, Tümpel, Wald- und Einzelbaumbeständen; Reichtum an Tag- und Nachtfaltern und Widderchen, was eine reiche Vogelwelt zur Folge hat; Grünlandflächen puffern das Gebiet zu den intensiv landwirtschaftlich genutzten Flächen ab. | ???      | 7,1           | 20. März 1993 |
| Matzenhauser Mahlweiher       |      | 4.220 WDPA: 164584 | Tettnang Reich strukturiertes Gebiet mit nährstoffarmem Hangquellmoor mit besonders gefährdeter Flora der Kalkkleinseggenriede, Lebensraum für viele Tag- und Nachtfalter; Pfeifengrasstreuwiesen die Lebensraum für zahlreiche Tagfalter und Widderchen bieten; Feuchtwiesen als Brut- und Lebensraum für Wiesenbrüter, eine typische bewaldete Endmoräne erhöht durch ihren Gehölzbestand die Artenvielfalt. | ⊙        | 9,2           | 1. Apr. 1993  |
| Hüttenwiesen                  |      | 4.224 WDPA: 163840 | Neukirch Reich strukturiertes Ökosystem mit nährstoffarmen Hangquellmooren mit besonders artenreichen Enzian-Pfeifengraswiesen -Refugium von Glazialrelikten; wichtiger Biotop für Vogellebensgemeinschaften und Insekten, darunter zahlreiche Tag- und Nachtfalterarten; Feucht- und Nasswiesen als Nahrungs- und Lebensraum für Wiesenbrüter; Waldbereiche und Grünlandflächen als Ergänzungs- und Pufferzone. | ⊙        | 7,8           | 30. Juli 1993 |
| Lipbachsenke                  | BW   | 4.227 WDPA: 164470 | Friedrichshafen, Immenstaad am Bodensee Weitgehend natürliche Bachaue mit meist frei mäandrierendem Lipbach mit Uferbewuchs; anschließender naturnaher Sumpfwald; vielfältig strukturierte Wald- und Gehölzsäume und davor liegende Wiesen; selten gewordene Lebensgemeinschaften im Bereich der Lehmgrubengewässer als Rückzugsgebiet für eine Vielzahl seltener und gefährdeter Tier- und Pflanzenarten. | ⊙        | 29,0          | 25. Aug. 1993 |
| Loderhof-Weiher               |      | 4.232 WDPA: 164500 | Tettnang Reich strukturiertes Ökosystem, bestehend aus einem nährstoffarmen Hangquellmoor, einem obligotrophen Verlandungsflachmoor, Pfeifengrasstreuwiesen, Feucht- und Nasswiesen, eine feuchte Waldlichtung, Einzelbaumbestände, Gehölzstrukturen und Grünlandflächen; Lebensraum seltener und gefährdeter Pflanzen- und Tierarten. | ⊙        | 9,2           | 24. Nov. 1993 |
| Hirrensee                     |      | 4.238 WDPA: 163694 | Tettnang Reich strukturiertes Ökosystem, bestehend aus einem nährstoffarmen Flachmoor mit Kleinseggenrieden; Pfeifengrasstreuwiesen mit zahlreichen Insektenarten; Feucht- und Nasswiesen mit gefährdeten Wiesenbrütern; Streuobstwiesen als wichtiges Element der traditionellen Kulturlandschaft und Pufferflächen zur Vermeidung weiterer Intensivierung landwirtschaftlich genutzter Flächen. | ⊙        | 16,3          | 20. Feb. 1994 |
| Hüttensee                     |      | 4.247 WDPA: 163837 | Neukirch Natürlich entstandener See mit breitem Verlandungsgürtel und Schwimmblattgesellschaften; nährstoffarme Flach- und Hangquellmoorbereiche mit Kalkkleinseggenrieden; Pfeifengrasstreuwiesen. | ⊙        | 17,4          | 20. Okt. 1994 |
| Ebersberger Weiher            |      | 4.259 WDPA: 162834 | Amtzell, Neukirch Reich strukturiertes Ökosystem, bestehend aus: einem Weiher mit Schwimmblattgesellschaften und breitem Schilfröhrichtgürtel, zwei verlandeten Weihern mit Streuwiesen- und Feuchtwiesenflora, Pfeifengrasstreuwiesen, Feuchtwiesen und Grünlandflächen als Pufferzone; zahlreiche Insektenarten finden hier ihren Lebensraum; Brutgebiet vieler Vogelarten, darunter gefährdete Wiesenbrüter. | ⊙        | 25,8          | 26. Apr. 1995 |
| Knellesberger Moos            |      | 4.268 WDPA: 164162 | Meckenbeuren, Tettnang, Ravensburg Besonders reichhaltiges Biotopmosaik; weites Wiesental mit frei mäandrierendem und weitgehend natürlichem oder naturnahem, mit galeriewaldartigen Ufergehölz gesäumtem Bachlauf der Schwarzach, anschließende Nass-, Feucht- und Streuwiesen, Reste eines Versumpfungsmoores, Enzian-Pfeifengraswiese, Streuobstwiesen, naturnahe Auwaldelemente und Röhrichtbestände; Zeugnis der Naturgeschichte, Landeskunde und -kultur; die Entwicklung eines Verbundes naturnaher Biotope wird angestrebt, wobei vor allem auf den landwirtschaftlich genutzten Ergänzungs- und Pufferflächen, durch Extensivierungs- und Renaturierungsmaßnahmen alte Formen der Landnutzung gepflegt und wiederbegründet werden sollen. | ⊙        | 39,0          | 28. Aug. 1996 |
| Argen                         |      | 4.282 WDPA: 162237 | Kressbronn am Bodensee, Langenargen, Neukirch, Tettnang Weitgehend natürlicher oder naturnaher Flusslauf der Argen mit den Uferbereichen und Talhängen sowie extensive Nutzungsformen im Talgrund als Zeugnis von Erd- und Landschaftsgeschichte sowie Lebensraum für seltene und gefährdete Pflanzen- und Tierarten; in Baden-Württemberg einmalige Biotopdichte und damit als landschaftliches Vernetzungselement zwischen dem Bodensee und den Quellbereichen von Unterer und Oberer Argen im Naturraum Adelegg bzw. Westallgäuer Hügelland von herausragender ökologischer Bedeutung ist. | ⊙        | 302,6         | 16. Dez. 1997 |
| Schachried                    |      | 4.310 WDPA: 344833 | Kressbronn am Bodensee, Tettnang Naturnaher Flachmoorkomplex in großflächiger, gut strukturierter Ausprägung mit einem Mosaik schutzwürdiger, seltener Biotoptypen als Lebens- und Rückzugsraum einer artenreichen und gefährdeten Pflanzen- und Tierwelt, insbesondere der Glazialreliktarten. Wichtiger Bestandteil des Europäischen ökologischen Netzes Natura 2000. Landschaftsteil von besonderer landschaftlicher Schönheit. | ⊙        | 11,0          | 15. Feb. 2005 |
| Berger Weiher                 |      | 4.315 WDPA: 378058 | Kressbronn am Bodensee Kalkflachmoorkomplex in der Talsenke des ehemaligen Weihers. Der besondere Schutz gilt den Nass- und Pfeifengraswiesen mit den dort beheimateten Tagfaltern. | ⊙        | 19,0          | 18. Mai 2007  |
| Schönmoos                     |      | 4.316 WDPA: 378359 | Kressbronn am Bodensee Flachmoorkomplexes mit verschiedenen Biotoptypen und Artenzusammensetzungen. | ⊙        | 10,0          | 18. Mai 2007  |
| Legende für Naturschutzgebiet |      |                    | |          |               |               |